# Эстрих-Винкель

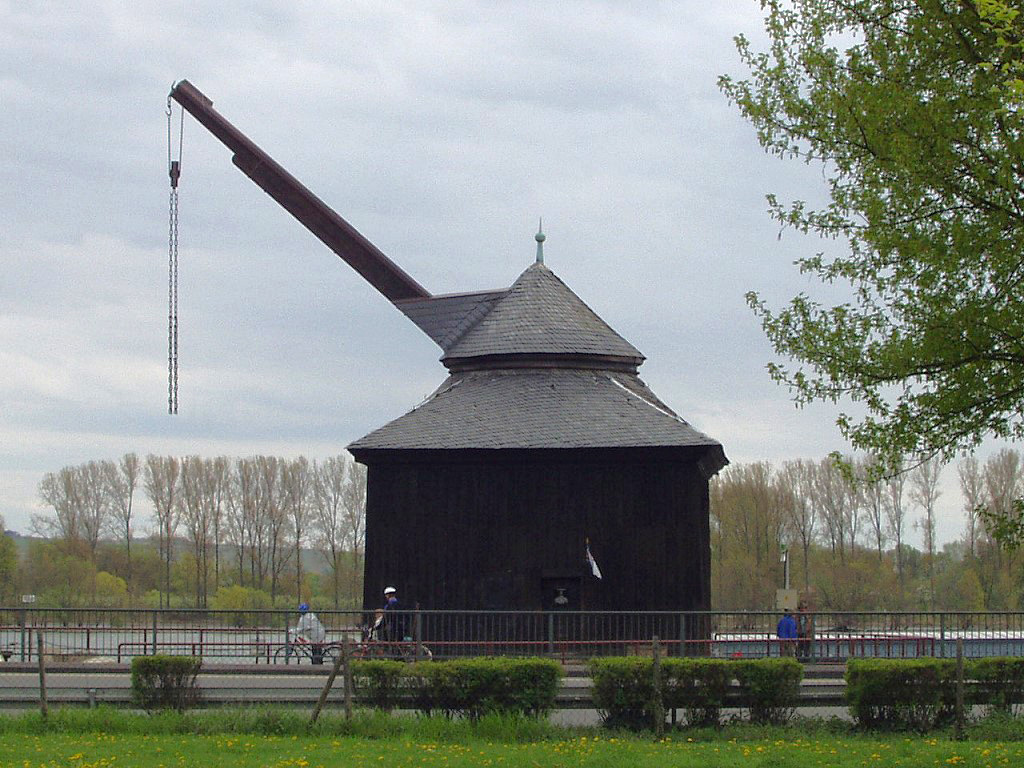
Эстрих-Винкель

Эстрих-Винкель (нем. Oestrich-Winkel) — город в Германии, в земле Гессен. Подчинён административному округу Дармштадт. Входит в состав района Райнгау-Таунус.  Население составляет 11 717 человек (на 31 декабря 2010 года). Занимает площадь 59,53 км². Официальный код — 06 4 39 012.